# 利奥波德·戈多夫斯基
利奥波德·戈多夫斯基（波蘭語：Leopold Godowsky，1870年2月13日—1938年11月21日），犹太血统的美籍立陶宛钢琴家，作曲家，音乐教育家。
戈多夫斯基是20世纪上半叶最重要的钢琴家之一。他的手很小，不是一位炫技性的钢琴家，但有惊人的手指独立性。他的演奏优雅深刻，特别擅长诠释肖邦和舒曼的作品，同时又积累了相当庞大的演出曲目。他的作品則以复杂艰难著称，其钢琴作品不仅要求高超的手指技巧，同时又使用了丰富的和声和对位，演奏难度极大。戈多夫斯基爱好异国风情和巴洛克音乐，这些在他的作品中都有体现。他最著名的作品是《53首肖邦练习曲改编曲》。

## 生平
戈多夫斯基出生於俄羅斯帝國據下立陶宛的一个犹太家庭。最初学习小提琴，后转向钢琴。14岁赴柏林学习，并很快成为杰出的音乐会钢琴家。1886年，他从美国巡演归来，希望师从李斯特，但李斯特此时已不幸病逝。后来他访问巴黎，与圣桑结为亲密好友，据说圣桑曾想收他为养子，但被戈多夫斯基拒绝了。自1890年起，他移居美国，从事教学并在世界各地巡回演出。1930年退出舞台。

## 作品節選

### 商業錄音
- (CD). 20世紀偉大鋼琴家（英语：Great Pianists of the 20th Century） 38. Philips Classics. 1999. 456 805-2.
- . London: Hyperion. 2000. 67411/2. 2000年留声机奖.